# École supérieure d’ingénieurs Léonard-de-Vinci
Die École supérieure d’ingénieurs Léonard-de-Vinci (ESILV) ist eine Ingenieurschule in La Défense, Frankreich. Sie ist Teil des Pôle universitaire Léonard-de-Vinci. Der Direktor der Schule ist (Stand November 2021) Pascal Pinot. Die Aufgabe der ESILV besteht darin, Fachleute in der Beherrschung des Einsatzes neuer Technologien auszubilden – insbesondere der IT-Tools in fortgeschrittenen Anwendungen von Design, Produktion, Computerkommunikation und Management. Der ESILV befasst sich mit der Entwicklung der Unternehmen, der Globalisierung und der Schaffung neuer Berufe.

## Absolventen (Auswahl)
- Estelle Mossely (* 1992), französische Profiboxerin und IBO-Weltmeisterin im Leichtgewicht